# 이소야마 사야카
이소야마 사야카(일본어: 磯山 さやか, 1983년 10월 23일~)는 일본의 그라비아 아이돌이다.